# Fredrikshofs IF Cykelklubb

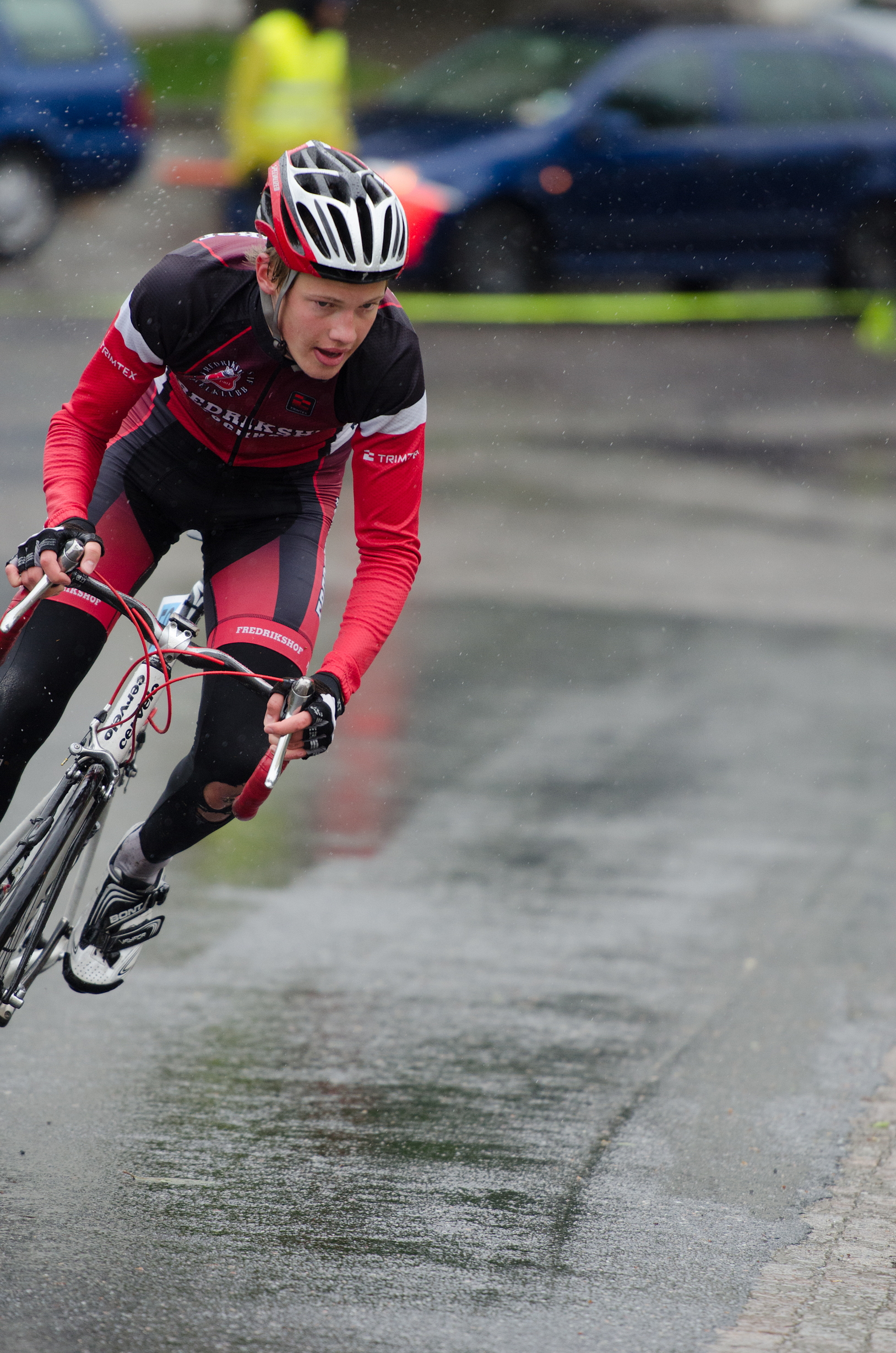
Foto på Hannes Bergström Frisk, tävlande för Fredrikshofs IF Cykelklubb.

Fredrikshofs IF Cykelklubb, i dagligt tal enbart Fredrikshof eller Hovet, är Sveriges största cykelklubb med uppåt 1600 medlemmar.
Klubben har träningstillfällen på flera platser runt om i Storstockholm (MTB i Järfälla, Brostugan/Mälaröarna, Farsta, Lidingö, Nacka/Värmdö, Slagsta, Stäket/Järfälla, Täby, Västerhaninge och Åkersberga). De flesta aktiva är vanliga motionärer som på sommaren kör med racer och på vintern med cyclocross eller MTB. Inför Vätternrundan erbjuder klubben träningsgrupper, där cyklister kör "Vättern" tillsammans med ett gemensamt uppsatt mål.
Klubben arrangerar bland annat Mälaren runt, Roslagsvåren och Roslagshösten. 
2014 medverkade Fredrikshof med Gran Fondo Stockholm.
2015, 2016 och 2017 medverkade Fredrikshof i Velothlon Stockholm. 
Klubben ingår i alliansföreningen Fredrikshofs IF